# Dear Mama
"Dear Mama" é um single do rapper Tupac Shakur. A faixa foi produzida por Tony Pizarro para o terceiro álbum de estúdio de Shakur, Me Against the World, lançado em 1995. "Dear Mama" foi escrito por 2Pac em homenagem a sua mãe Afeni Shakur.
"Dear Mama" foi lançado em 21 de fevereiro de 1995 como o primeiro single do álbum. O single foi o mais bem sucedido de todos os singles lançados do álbum. A canção é considerada pelos críticos e fãs como uma das melhores canções de hip hop de todos os tempos, e umas das melhores de Tupac Shakur, em particular, sendo classificada pela About.com como a quarta melhor canção de Rap e o primeiro lugar na Billboard Hot Singles Rap.

## Sucesso crítico e comercial
A canção liderou a Billboard Hot Rap Singles durante cinco semanas, o R&B/Hip-Hop Singles por uma semana, e alcançou a posição #9 no Hot 100. O single foi certificado de platina pela RIAA em 13 de julho de 1995. É considerado por muitos como a canção mais emocional e uma das mais respeitadas de Tupac Shakur. Em 1998, a canção apareceu no álbum de compilação das melhores músicas de 2Pac, Greatest Hits.
Snoop Dogg disse em uma entrevista que está música exibi um lado introspectivo de Tupac, que o fez diferente dos outros rappers, porque "ele foi para dentro", algo que rappers estavam hesitantes ou incapazes de fazer.

## Vídeo
O vídeo da música "Dear Mama" foi dirigido por Calvin Caday enquanto 2Pac estava preso, assim, um sósia de Tupac teve de ser usado para certos momentos no vídeo. Afeni Shakur também foi destaque, folheando as páginas de um álbum de fotos que continha fotos de Tupac ainda jovem. O vídeo também mostra trechos de artigos relacionados com o Partido dos Panteras Negras, aludindo ao seu passado histórico como membro dessa organização política.